# Micropraonetha multituberculata
Micropraonetha multituberculata là một loài bọ cánh cứng trong họ Cerambycidae.